# المازول
المازول (به اسپانیایی: Almazul) یک شهرستان در اسپانیا است که در کاستیا و لئون واقع شده‌است.

## خصوصیات
المازول ۶۷٫۸۶ کیلومترمربع مساحت و ۱۱۲ نفر جمعیت دارد و ۱۹۹ متر بالاتر از سطح دریا واقع شده‌است.